# Blovice
Blovice är en stad i Tjeckien.   Den ligger i regionen Plzeň, i den västra delen av landet, 80 km sydväst om huvudstaden Prag. Blovice ligger 389 meter över havet och antalet invånare är 3 901.
Terrängen runt Blovice är platt åt nordväst, men åt sydost är den kuperad. Blovice ligger nere i en dal. Runt Blovice är det ganska tätbefolkat, med 100 invånare per kvadratkilometer. Närmaste större samhälle är Rokycany, 18,2 km norr om Blovice. Trakten runt Blovice består till största delen av jordbruksmark.